# قضیه مهمله
قضیه مهمله، اصلاحی در علم منطق است که به قضیه ای که دارای موضوع کلی است اما فاقد سور (کم) است اطلاق می‌شود. قضیه مهمله را در قوه موجبه جزئیه لحاظ کرده‌اند. اما این لحاظ منطقی است و لزوماً بر اساس قواعد محاوره نمی‌باشد.
مثال قضیه مهمله: انسان‌ها عجولند (که در آن به اینکه همه یا بعضی از انسان‌ها عجولند اشاره نشده‌است) یا پرنده‌ها لب ندارند (که اشاره به اینکه برخی یا هیچ‌یک پرنده در این حکم داخلند نمی‌کند).
«مهمله در قوّهٔ جزئیه است» یعنی این‌که هرگاه قضیه‌ای بدون تعیین کمیت بیان شود (مهمله)، به طور پیش‌فرض و ذهنی، به صورت یک قضیهٔ جزئی تلقی می‌شود، مگر اینکه دلیلی بر کلی بودن وجود داشته باشد.